# Frida Westerdahl
Frida Elin Margareta Westerdahl, född 26 april 1979, är en svensk skådespelare.

## Biografi
Westerdahl utbildades vid Teaterhögskolan i Malmö 2000–2004. Hon har framför allt varit verksam vid Stockholms stadsteater och där gjort ett flertal framträdande roller såsom Margarita i Mästaren och Margarita, Charlotte Malcolm i Sommarnattens leende och Elisabeth Vogler i Persona. Hon filmdebuterade 2002 i David Färdmars Den lyckligaste dagen och är även verksam inom yoga och andlig verksamhet.

## Filmografi
- 2002 – Den lyckligaste dagen
- 2005 – Carambole
- 2006 – Van Veeteren - Fallet G (TV-serie)
- 2006 – Van Veeteren - Svalan, katten, rosen, döden (TV-serie)
- 2009 – Mannen under trappan (TV-serie)
- 2012 – En gång i Phuket
- 2013 – En fågeldag (kortfilm)
- 2013 – Djurvännerna (kortfilm)
- 2013 – Jag rymmer! (kortfilm)
- 2014 – Min vän Lage
- 2016 – Syrror (TV-serie)
- 2016 – Beck – Sista dagen
- 2018 – Sommaren med släkten (TV-serie)
- 2018 – Sthlm Rekviem (TV-serie)
- 2021 – Deserted

## Teaterroller
| År   | Roll                        | Produktion                                             | Regi                                            | Teater                   |
| ---- | --------------------------- | ------------------------------------------------------ | ----------------------------------------------- | ------------------------ |
| 2004 | Julia                       | norway.today Igor Bauersima                            | Sofia Jupither                                  | Dramaten                 |
| 2004 | Lag 1                       | En prins, en vålnad och en vindmaskin                  | Agneta Ehrensvärd                               | Dramaten                 |
| 2005 | Kristall                    | Ett hjärtslag bort Christina Gottfridsson              | Anette Norberg                                  | Dramaten                 |
| 2006 | Helena                      | En midsommarnattsdröm William Shakespeare              | Alexander Mørk-Eidem                            | Stockholms stadsteater   |
| 2007 | Kaa                         | Djungelboken Rudyard Kipling                           | Alexander Mørk-Eidem                            | Stockholms stadsteater   |
| 2008 | Margarita                   | Mästaren och Margarita Michail Bulgakov                | Leif Stinnerbom                                 | Stockholms stadsteater   |
| 2009 | Mylady                      | De tre musketörerna Alexander Mørk-Eidem               | Alexander Mørk-Eidem                            | Stockholms stadsteater   |
| 2009 | Katja                       | Hällplats Roland Schimmelpfennig                       | Mats Ek                                         | Stockholms stadsteater   |
| 2010 | Grevinnan Charlotte Malcolm | Sommarnattens leende Stephen Sondheim och Hugh Wheeler | Tobias Theorell                                 | Stockholms stadsteater   |
| 2010 | Karin Thimm                 | Petra von Kants bittra tårar Rainer Werner Fassbinder  | Hugo Hansén                                     | Stockholms stadsteater   |
| 2010 | Medverkande                 | Klara Hund Hasse & Tage                                | Ole Forsberg                                    | Stockholms stadsteater   |
| 2011 | Elisabeth Vogler            | Persona Ingmar Bergman                                 | Hugo Hansén                                     | Stockholms stadsteater   |
| 2011 | Kaa                         | Djungelboken Rudyard Kipling                           | Alexander Mørk-Eidem                            | Stockholms stadsteater   |
| 2012 | Mylady                      | De tre musketörerna Alexander Mørk-Eidem               | Alexander Mørk-Eidem                            | Stockholms stadsteater   |
| 2012 | Ingrid                      | Peer Gynt Henrik Ibsen                                 | Katrine Wiedemann                               | Stockholms stadsteater   |
|      | Bandet August Strindberg    | Ulla Kassius                                           | Stockholms stadsteater på Liljevalchs konsthall |                          |
| 2014 | Sabina                      | Livet är en schlager Jonas Gardell och Fredrik Kempe   | Jonas Gardell                                   | Cirkus, Stockholm        |
| 2017 | Clara                       | Hemsöborna August Strindberg                           | Stefan Metz                                     | Kulturhuset Stadsteatern |
| 2019 |                             | Jag är en annan nu Björn Runge                         | Björn Runge                                     | Riksteatern              |

## Texter
- 2012 – Ska're va, ska're va 100% (Stockholms stadsteater)